# Оголена лежача (Курбе)
«Оголена лежача» (фр. Femme nue couchée) — картина французького художника Гюстава Курбе. Написана у 1862 році.

## Опис
На картині зображена молода темноволоса жінка, що лежить на дивані. Вона одягнена лише у панчохи та одну туфлю. За нею висять червоні штори, а через закрите вікно видно похмуре небо.

## Історія
Картина написана у 1862 році. Картиною спершу володів принц Ваграмський Александр Бертьє, згодом — угорський колекціонер Марцелл Немеш. У 1913 році роботу купив угорський колекціонер Ференц Гатвані. Разом з рештою колекції Гатвані картина пропала у Будапешті під час радянського захоплення міста у 1945 році.
Картина з'явилася у 2000 році. Словацький арт-дилер запропонував купити її Музею образотворчих мистецтв у Будапешті, а у 2003 році Комісії з відновлення мистецтва. Він надав документи, що картина була подарована радянськими воїнами лікареві з села поблизу Братислави в обмін на медичне лікування пораненого солдата. Після п'ятирічних переговорів комісії вдалося придбати картину за 300 тисяч доларів. Вперше її показали публіці у 2007 році в експозиції Курбе в Grand Palais, Париж. 9 листопада 2015 року картину продали на аукціоні за 15,3 млн доларів США приватному колекціонеру.